# Historischer Lokschuppen Wittenberge

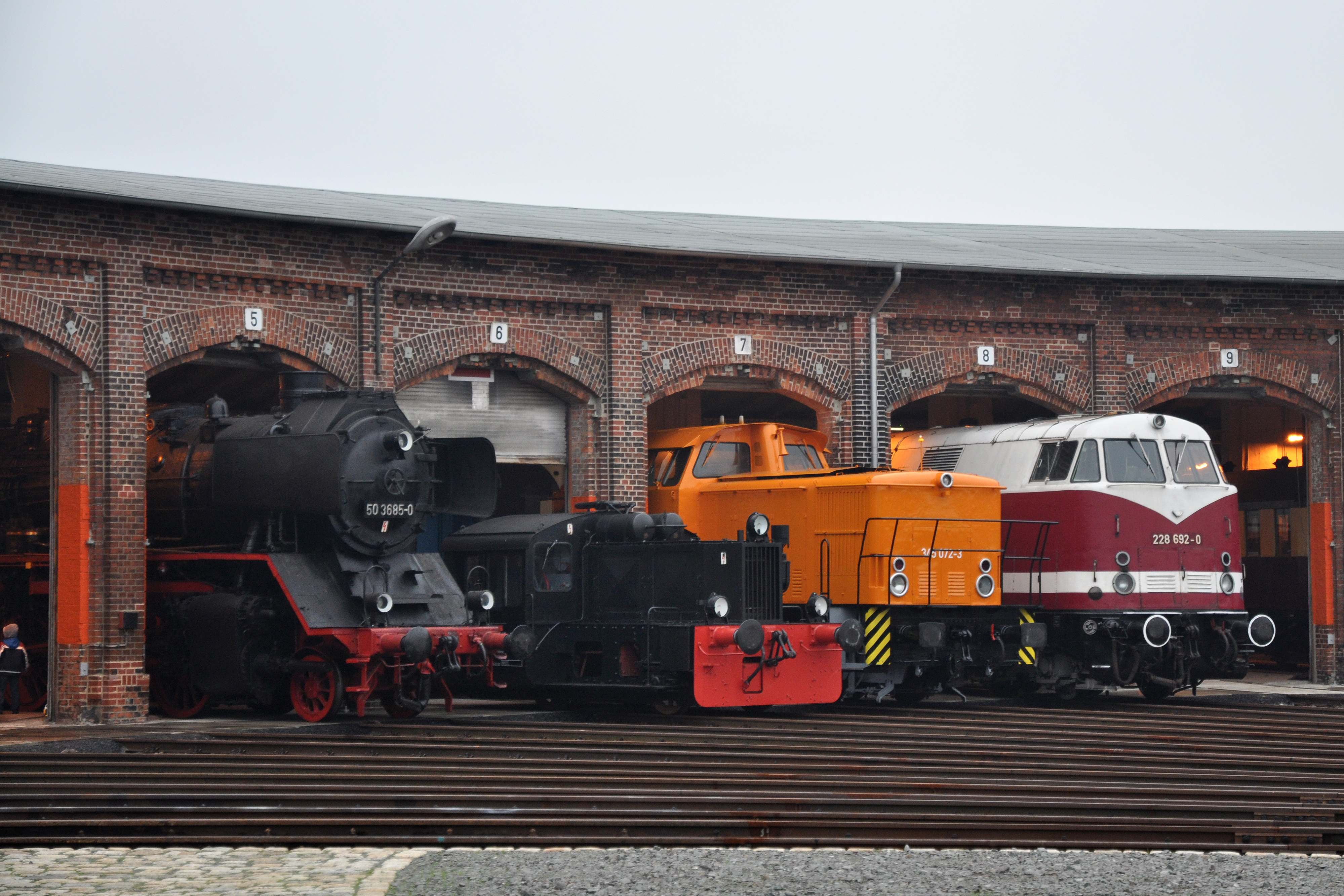
Lokomotiven 50 3685, 100 547, 345 072 und 228 692 im Bw Wittenberge

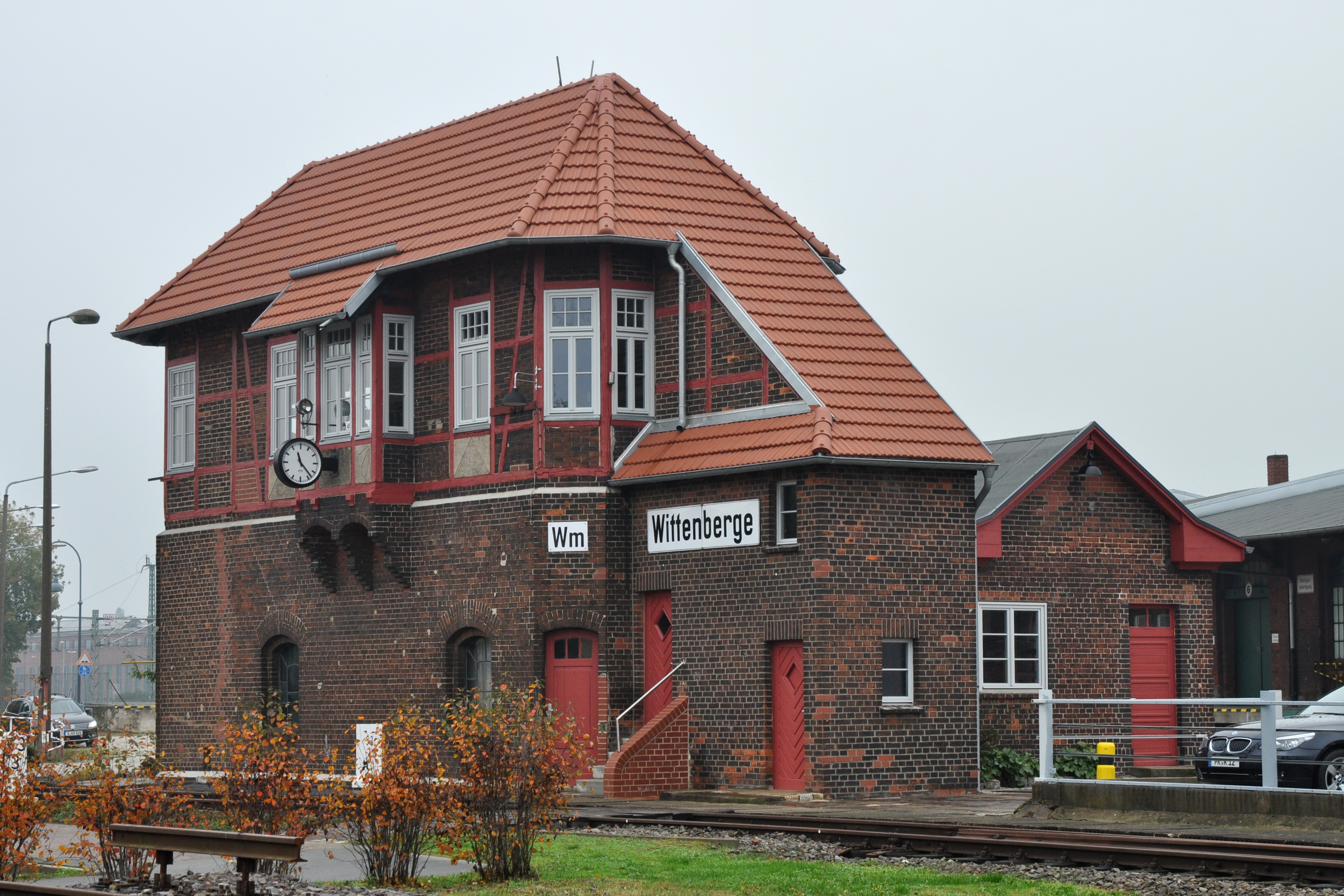
Stellwerk Wittenberge Wm

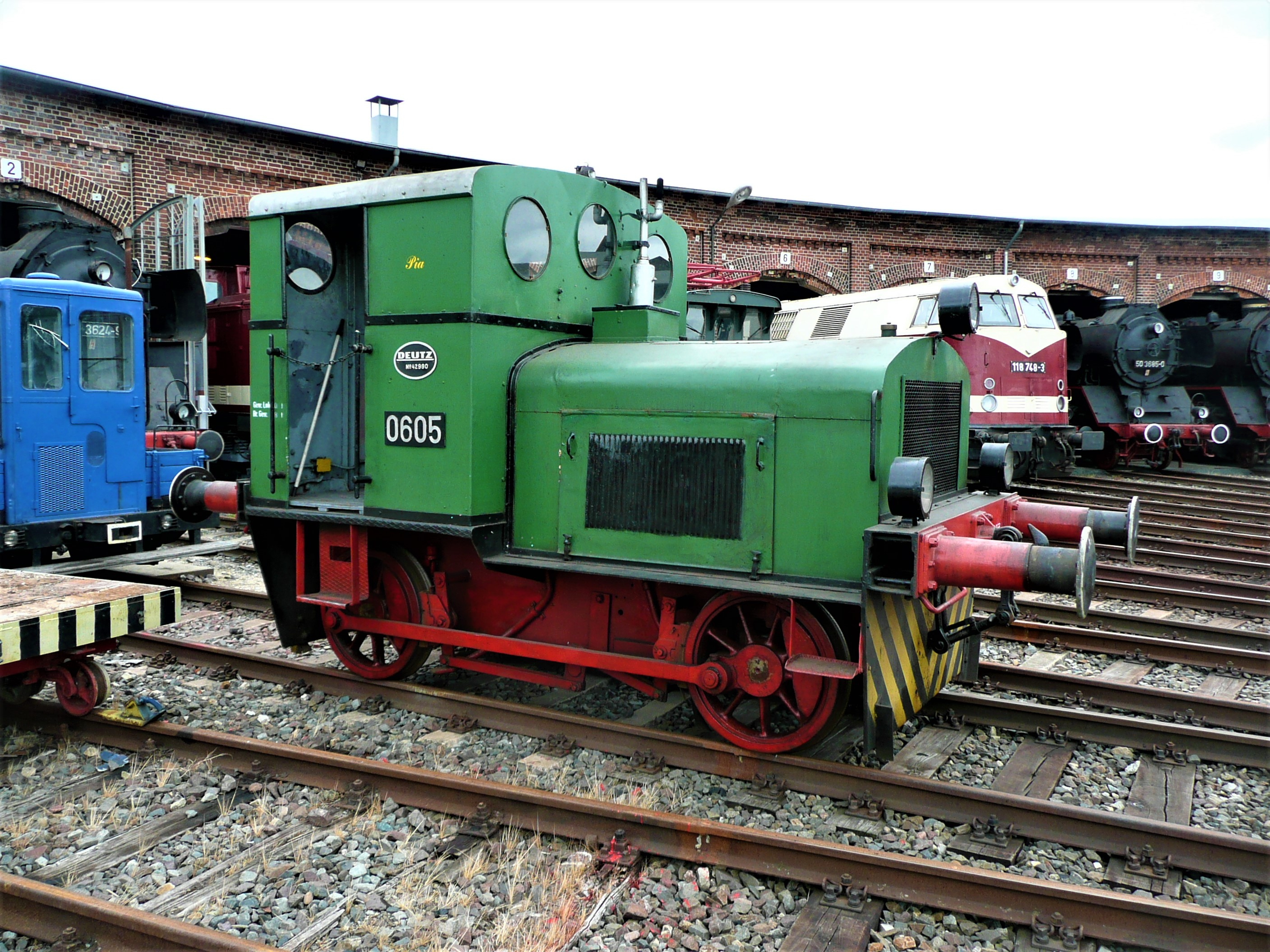
Lokomotive Deutz OMZ 122 R

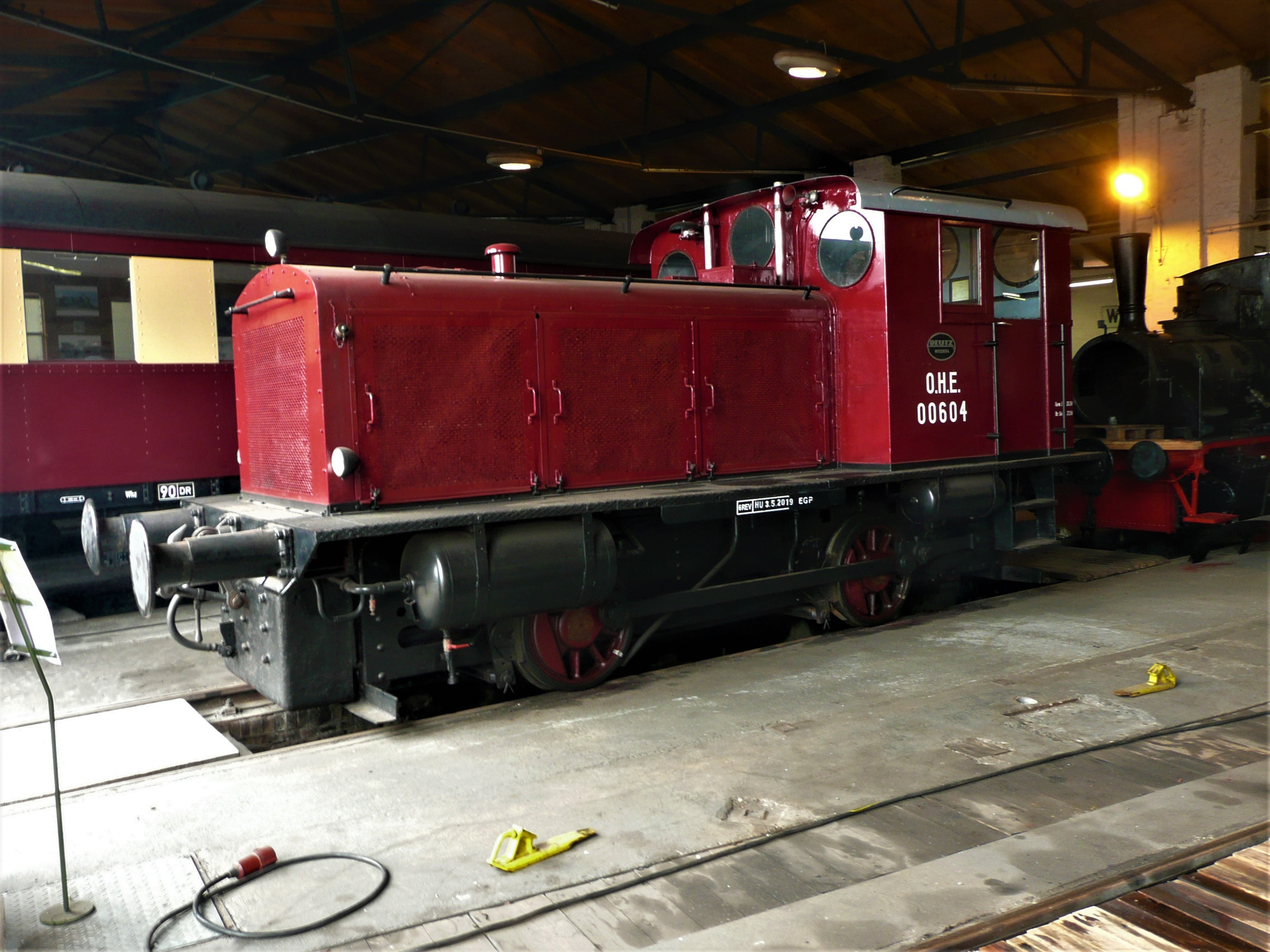
Lokomotive Deutz OMD 130 R

Der Historische Lokschuppen Wittenberge ist ein Eisenbahnmuseum in Wittenberge. Er befindet sich auf dem Gelände des ehemaligen Betriebswerkes Wittenberge. Die Grundstücke sind im Besitz der Stadt Wittenberge, die den Vereinen Dampflokfreunde Salzwedel e. V. und Historischer Lokschuppen Wittenberge e. V. das Gelände zum Betrieb eines Eisenbahnmuseums zur Verfügung stellt. Das Museum wurde im Herbst 2012 eröffnet.
Das Stellwerk „Wm“ wurde schon vor dem Ausbau des übrigen Betriebswerkes vollständig restauriert und dient dem Verein Historischer Lokschuppen Wittenberge als Heim.

## Exponate
Zum Museum gehören fünf Schlepptenderdampflokomotiven der Reihen 44 und 50 sowie die von Hanomag gebaute Tenderlok EMMA sowie eine von Henschel gebaute Lokalbahnlok Pritzwalk. Fünf Dieselloks der ehemaligen Deutschen Reichsbahn und eine MaK 650 D sowie fünf Kleinloks, unter denen sich eine Deutz OMZ 122 R, eine Deutz OMD 130 R, eine O&K RL8 sowie eine Kö II befinden, decken den Dieselbereich ab. Die Elektro-Lok 244 143-4 der Baureihe E 44 ist an Museumstagen für Besichtigungen offen.
Seit September 2020 ist auch die 320001 als Leihgabe der Fa. Wiebe ausgestellt.
Dazu kommen drei Triebwagenbeiwagen. Unter diesen ist der ehemalige DRG 804, gebaut 1927 von Wegmann, der bei der Deutschen Reichsbahn als Beiwagen 190 851-6 verkehrte. Ein Katastrophenzug, ein Autotransportwagen und fünf Reisezugwagen sowie diverse Draisinen runden die Fahrzeugsammlung ab.

## Veranstaltungen und Museumsbetrieb
Drei Mal im Jahr organisieren die ansässigen Vereine Veranstaltungen, bei denen der Lokschuppen und die Fahrzeuge in Aktion vorgeführt werden. Außerhalb der Veranstaltungen kann der Lokschuppen in der Sommersaison samstags besichtigt werden.